# 高天忠
高天忠（1957年－），中華民國海軍中將，生於高雄縣鳳山鎮陸軍眷村，籍貫山東省平度縣，現居於美國及高雄市左營區，為前海軍司令陳永康（現任立法委員）任內的海軍參謀長，現任退輔會大南汽車公司董事會顧問、客運公會全國聯合會理事、高雄市眷村協會顧問，曾任退輔會大南汽車公司總經理、海軍副司令、海軍艦指部指揮官、國防部常務次長、海軍參謀長、海軍艦指部副指揮官、海軍戰訓處長、海軍192艦隊長、海軍124艦隊1207武昌軍艦長，畢業於海軍官校69年班，2017年2月1日退伍，2018年7月轉任大南汽車公司總經理，在軍中屬前海軍司令董翔龍上將人馬。